# Факультет прикладної лінгвістики Варшавського університету
Факульте́т прикладної лінгвістики Варша́вського університе́ту — факультет Варшавського університету.
Факультет був створений в 1975 році на підставі постанови тодішнього міністра науки, вищої освіти і техніки. Під нинішньою назвою факультет працює з 2009 року.

## Історія
До складу тодішнього факультету входили: інститут Русистики, інститут слов'янської філології, Інститут прикладної лінгвістики, потім кафедра угорської філології, кафедра білоруської філології та кафедра української філології. Щоб підкреслити специфічну організаційну структуру факультету, у 1980 році його назву було змінено на факультет русистики, славістики та прикладної лінгвістики. Подальші шляхи наукового розвитку Варшавської русистики сформували перші її випускники, відомі у світі вчені-професор Антоні Семчук (почесний доктор університету ім. Ломоносова в Москві, багаторічний директор Інституту Русистики і декан факультету), професор Рене Сливовський, професор Тадеуш Шишко. Вони сприяли формуванню двох напрямків у сучасній літературознавчій русистиці, проводячи дослідження взаємозв'язків культур Польщі та Росії і створюючи нові оригінальні інтерпретації творів великих діячів російської літератури. У свою чергу, русицисти-лінгвісти видали багато високо оцінених робіт, присвячених мові і культурі російської мови, а в останні роки-термінології спеціалізованих мов, етнолінгвістичної та культурологічної проблематики.
Прикладна лінгвістика виникла в іншу епоху і розвивалася в атмосфері обговорення нових функцій лінгвістики і пошуку нових рішень у сфері міжкультурної комунікації. Цей напрямок і його організаційні форми були побудовані професором Франц Гручем, вихованцем університету ім. Адама Міцкевича в Познані та Лейпцизького університету, дійсним членом Польської академії наук, почесним доктором ессенського університету.
У 1981 році структура факультету знову змінилася, що знайшло відображення в новій назві: факультет Русистики та прикладної лінгвістики. До складу факультету тоді входили: інститут Русистики, Інститут прикладної лінгвістики, кафедра білоруської філології та кафедра української філології.
У 1996 році назву знову змінили, цього разу на: факультет прикладної лінгвістики та східнослов'янської філології.
У 2000 році за ініціативою професора Єжи Лукшина і на основі розробленої ним концепції лінгвістичних досліджень в області спеціалізованих мов була створена кафедра спеціалізованих мов в рамках факультету. Створення кафедри було важливою науковою подією з явними соціальними наслідками. Будучи першим в країні академічним підрозділом такого роду, кафедра взяла на себе надзвичайно складні і надзвичайно сучасні завдання з підготовки фахівців в області теорії і практики інтерлінгвального і міжкультурного професійного спілкування.
У 2001 році була заснована кафедра міжкультурних досліджень Центральної та Східної Європи. Вона виникла через необхідність охопити в наукових дослідженнях і університетському навчанні регіон, в якому особливим чином проявляється єдність і множинність Європи, в якому Схід з'єднується із Заходом, західне християнство в двоїстій формі католицизму і протестантизму стикається і переплітається зі східним християнством. Таким чином, в основі дослідницької концепції кафедри лежало більш широке уявлення про регіон, ніж зазвичай розуміється під концепцією Центральної та Східної Європи, а саме про область, полюсами якої є Німеччина/Австрія, з одного боку, і Росія, з іншого.
У 2002 році вона була призначена на кафедру теорії мов та лінгвістичного придбання. Її творцем і ініціатором був професор Францішек Груча, який до 2008 року був її керівником. Кафедра була присвячена, зокрема, створенню антропоцентричної теорії людських мов і культур та теорії знань, а також лінгвістичному набуттю та глоттодидактиці.
У 2010 році за ініціативою професорів кафедри спеціалізованих мов та кафедри теорії мов та лінгвістичного придбання було створено новий підрозділ Інституту культурології та антропоцентричної лінгвістики. Його завданням є подальший розвиток наукових досліджень в області теорії мови, лінгвістики спеціалізованих мов, термінології, лексикографії, глоттодідактікі, перекладології, а також розширення існуючої галузі досліджень, що включає міжкультурну і прикладну культурологію.
У 2013/2014 навчальному році кафедра україністики запровадила англійську мову як третю мову навчання (обов'язкову).
З 2014/2015 навчального року в Інституті прикладної лінгвістики можна вивчати японську мову з нуля, як другу іноземну мову, а кафедра Білорусії ввела англійську мову як третю мову навчання (обов'язковий).
У 2015 році Інститут культурології та антропоцентричної лінгвістики змінив свою назву на Інститут спеціалізованих та міжкультурних комунікацій.
25 грудня 2015 року директор ILS професор доктор медичних наук Анна Душак померла після важкої хвороби. Вона була видатним лінгвістом з міжнародною репутацією і попередником аналізу дискурсу на польському ґрунті. Вона була давнім директором Інституту прикладної лінгвістики, а також організатором та керівником відділу досліджень дискурсу.
У 2016/2017 навчальному році Інститут прикладної лінгвістики відкрив нову спеціальність з вивченням шведської мови з нуля.

## Структура
До складу факультету входять такі підрозділи:

### Інститут міжкультурних та спеціалізованих комунікацій
Директором працює Агнешка Андрихович-Трояновська.

### Інститут прикладної лінгвістики
Директором працює Анна Йопек-Босяцька.

### Інститут русистики
Фактичним засновником інституту були Віктор Скрунда — директор з 2000 року, та Аліція Володзко-Буткевич, якій допомагала заступниця директора Ева Газдецька.
У 2002 році до цього інституту долучився український філолог та журналіст Микола Тимошик. .
Він же працював там і в 2004 році. .
Далі перейшов на кафедру білорусистики.
До істотного розквіту цей інститут привела у 2016—2018 роках новий директор Магдалена Домбровська, її заступники: Пйотр Глушковський та Дорота Пекарська-Вінклер. А також запрошені викладачі: росіяни Олена Борисова-Юрковская, Хватов Сергій Олександрович, Шипелевич Людмила Гаврилівна, представлені й громадянин України: Дубічинський Володимир Володимирович, та Чвалінська Марина Анатоліївна.
При Домбровській у 2017/2018 навчальному році склад кафедри досягнув 30 осіб. . Але вже у 2019 році штат кафедри налічував тільки 20 осіб. . Нині, з 2021 року директором працює Гражина Маньковська.

### Кафедра україністики
Передумови до розширення кафедри, в умовах посилення інтеграції Польщі з Україною, доклали директор кафедри Стефан Козак, та наступна директорка кафедри Тереза Хинчевська-Хеннель, та її заступник Володимир Александрович.
До великого розквіту кафедру привела її директорка з 2013 року Ірена Митнік.
Директором нині працює Катажина Якубовська-Кравчик.

### Кафедра білорусистики
Передумови до розширення кафедри заклали професор Александр Барщевський, а також призначений йому на заміну у 2009—2010 роках тодішній директор кафедри Микола Тимошик — громадянин України.
Його у 2010 році замінила на посаді директора Ніна Барщевська, а заступницею в неї стала Катажина Бортновська.
Директором працює Радослав Калета.

### Кафедра міжкультурних досліджень Центральної та Східної Європи
Директором працює Йоанна Гетка.

## Курси навчання
- "'Інститут міжкультурних та спеціалізованих комунікацій: "'
  - Прикладна лінгвістика (в області двох мов) і І II ст. щодня, і вечірня ст.
    - англійська,
    - німецька,
    - російська,
    - Італійська (також пропонується з нуля).

  - Прикладна лінгвістика (в області однієї мови) II ст. заочно< / sup>
    - англійська,
    - німецька,
    - російська,
    - італійська,
    - іспанська.

- "'Інститут Прикладної Лінгвістики Варшавського Університету|Інститут Прикладної Лінгвістики: "'
  - Прикладна лінгвістика (в області двох мов) і І II ст.
    - англійська,
    - німецька,
    - російська,
    - іспанська,
    - французька,
    - японська (з нуля). (з 2017 року)
    - Шведська (з нуля). (з 2019 року)

  - Прикладна лінгвістика (в межах однієї мови) II ст.
    - англійська,
    - німецька,
    - французька.
- "'Інститут Русистики: "'
  - Російська Філологія. і І II ст.
- "'Кафедра Білорусистики: "'
  - Білоруська Філологія з російською та англійською мовами. I та II ст. (II СТ. з 2017 року)
- "'Кафедра Міжкультурних Досліджень Центральної Та Східної Європи: "'
  - Культурологія Центральної Та Східної Європи. і І II ст.
- "'Кафедра Україністики: "'
  - Українська філологія з російською та англійською мовами. і І II ст.

## Українознавчі дослідження
У 2023 році виник плагіатський скандал, який був обумовлений тим, що з масштабними запозиченнями, взятими з наукових праць Борщевича, у Варшавському державному університеті була захищена дисертація доктора філософії в галузі історії, під назвою: "Duchowieństwo prawosławne w diecezji wołyńskiej 1917/21-1939" (Православне духовенство у Волинській єпархії 1917/21-1939). Автором плагіатської дисертації, захищеної 28 червня 2023 року на факультеті культури і мистецтва, виявився історик та філолог-україніст Сорокун Артем Володимирович, 1988 року народження, уродженець м. Луцьк, випускник історичного факультету Волинського університету 2010 року, який нині живе та працює у Варшаві. Його науковими керівниками стали професори Єжи Кохановський та Ольга Лінкевич (як асистент керівника).
Факт масштабних запозичень у Сорокуна з праць Борщевича визнав навіть один з рецензентів його докторської роботи - польський православний церковний історик Антоній Міронович, який вказав на широке використання дисертантом книги Борщевича "Православне духовенство Волині у ХХ ст: ідентичність, статус, еволюція" (Луцьк 2010), яка до того мало була відома у польській історіографії. .